# Team Rhodes Scholars
Team Rhodes Scholars was een professioneel worsteltag team dat actief was in de WWE. Het team bestond uit Cody Rhodes en Damien Sandow.

## Geschiedenis
Cody Rhodes en Damien Sandow vormden samen in de Raw-aflevering van 27 augustus 2012 een tag team toen ze het opnamen tegen het duo Sin Cara en Brodus Clay. In de SmackDown-aflevering van 21 september 2012 vormden Rhodes en Sandow officieel een tag team om op te nemen tegen WWE Tag Team Champions Daniel Bryan en Kane.
Het team, bekend als Rhodes Scholars, nam deel aan in een "Tag Team Championship" toernooi en bereikte de finale. In de Raw-aflevering van 22 oktober 2012 won het team de finale door Rey Mysterio en Sin Cara te verslaan en het team kreeg een kans op het WWE Tag Team Championship op Hell in a Cell. Op Hell in a Cell kon het team de titel niet veroveren en Team Hell No behield de titel. In de SmackDown-opnames van 16 november 2012 liep Rhodes tijdens de wedstrijd een blessure en een hersenschudding op.
Tijdens de inactiviteit van Rhodes worstelde Sandow alleen totdat Rhodes op 10 december 2012 terugkeerde en ze opnieuw een team vormden. Op die avond verloor het team van The Usos, Primo en Epico en Prime Time Players. Op TLC: Tables, Ladders & Chairs won Rhodes Scholars van Mysterio en Cara door Tag Team Tables match te winnen en door deze overwinning krijgen ze een titelmatch om het Tag Team Championship tegen Team Hell No op Royal Rumble in januari 2013. Op Money in the Bank 2013 veroverde Sandow de Money in the Bank-koffer, maar zijn partner, Rhodes, was niet gelukkig en hun samenwerking werd beëindigd.